# صادقلو
صادقلو یک روستا در ایران است که در دهستان یورتچی شرقی واقع شده‌است.